# Hungry for Stink
Hungry for Stink es el cuarto álbum de la banda estadounidense de rock, L7, publicado el 12 de julio de 1994, por la discográfica Slash Records

## Lista de canciones
1. "Andres"> - 3:03
2. "Baggage" - 3:18
3. "Can I Run"- 3:54
4. "The Bomb" - 2:39
5. "Questioning My Sanity" - 3:42
6. "Riding With A Movie Star" - 3:19
7. "Stuck Here Again" - 4:58
8. "Fuel My Fire" - 3:46
9. "Freak Magnet" - 3:14
10. "She Has Eyes" - 3:16
11. "Shirley" - 3:09
12. "Talk Box" - 6:06

## Sencillos
- "Andres" (1994)
- "Stuck Here Again" (1994)

- Datos: Q2069180